# Liste der Kulturdenkmale in Weesby
In der Liste der Kulturdenkmale in Weesby sind alle Kulturdenkmale der schleswig-holsteinischen Gemeinde Weesby (Kreis Schleswig-Flensburg) aufgelistet (Stand: 10. März 2025).

## Legende
In den Spalten befinden sich folgende Informationen:
- Objekt-ID: die Nummer des Kulturdenkmales
- Lage: die Adresse des Kulturdenkmales und die geographischen Koordinaten. Kartenansicht, um Koordinaten zu setzen. In der Kartenansicht sind Kulturdenkmale ohne Koordinaten mit einem roten Marker dargestellt und können in der Karte gesetzt werden. Kulturdenkmale ohne Bild sind mit einem blauen Marker gekennzeichnet, Kulturdenkmale mit Bild mit einem grünen Marker.
- Offizielle Bezeichnung: Bezeichnung des Kulturdenkmales
- Beschreibung: die Beschreibung des Kulturdenkmales
- Bild: ein Bild des Kulturdenkmales

## Bauliche Anlagen
| Objekt-ID     | Lage                                       | Offizielle Bezeichnung | Beschreibung | Bild            |
| ------------- | ------------------------------------------ | ---------------------- | --- | --------------- |
| 7367 Wikidata | Am Teich 1 (54° 49′ 55″ N, 9° 9′ 4″ O)     | Wohnhaus               | Wohnhaus; Anfang 20. Jh.; eingeschossiger Backsteinbau mit Kurzwalmdach, Mittelachsen mit polygonalem Vorbau und Zwerchhaus mit Dreiecksgiebel, expressionistische Bauornamentik, seitliche Anbauten - Begründung: geschichtlich, Kulturlandschaft prägend - Schutzumfang: gesamtes Objekt - Denkmaltyp: Bauliche Anlage                   | Fotos hochladen |
| 7368          | Dorfstraße 10 (54° 49′ 45″ N, 9° 9′ 12″ O) | Geesthardenhaus        | Geesthardenhaus; Mitte 19. Jh.; eingeschossiger giebelständiger Backsteinbau mit reetgedecktem Halbwalmdach, Frontspitz über der Eingangstür, ehem. Wirtschaftsteil, teilverputzt mit ehem. Toreinfahrt - Begründung: geschichtlich, städtebaulich, Kulturlandschaft prägend - Schutzumfang: gesamtes Objekt - Denkmaltyp: Bauliche Anlage | BW              |
| 7562          | Westerstraße 6 (54° 49′ 58″ N, 9° 9′ 2″ O) | ehem. Schule           | ehem. Schule; 1911, Arch. E. Voss; eingeschossiger reetgedeckter Backsteinbau mit kurzem Querhaus im Westen sowie kleinem Rückflügel im Nordosten, kombiniertes Schul- und Lehrerwohnhaus - Begründung: geschichtlich, städtebaulich, Kulturlandschaft prägend - Schutzumfang: ehem. Schule, - Denkmaltyp: Bauliche Anlage                 | BW              |

## Quelle
- Liste der Kulturdenkmale in Schleswig-Holstein – Kreis Schleswig-Flensburg

- Karte mit allen Koordinaten:
- OSM |
- WikiMap